# FINA UltraMarathon Swim Series
De FINA UltraMarathon Swim Series (voor 2018: "FINA Open Water Swimming Grand Prix") is een internationale competitie van open water zwemwedstrijden, die jaarlijks sinds 2007 wordt georganiseerd door de FINA. De FINA UltraMarathon Swim Series bestaan uit wedstrijden langer dan 10 km. Voor de 10 km wedstrijden bestaat een aparte competitie genaamd de FINA Marathon Swim World Series.
Elke zwemmer krijgt punten toegekend op basis van zijn uitslag per wedstrijd. Over alle wedstrijden wordt een eindklassement opgemaakt.

## Winnaars eindklassementen
| Jaar | Mannen                             | Vrouwen                     |
| ---- | ---------------------------------- | --------------------------- |
| 2007 | Petar Stoychev                     | Esther Nuñez Morera         |
| 2008 | Petar Stoychev                     | Natalya Pankina             |
| 2009 | Petar Stoychev                     | Camilla Frediani            |
| 2010 | Petar Stoychev                     | Pilar Geijo                 |
| 2011 | Petar Stoychev                     | Pilar Geijo                 |
| 2012 | Trent Grimsey                      | Esther Nuñez Morera         |
| 2013 | Damián Blaum                       | Olga Kozydub                |
| 2014 | Joanes Hedel                       | Silvie Rybarova Pilar Geijo |
| 2015 | Evgenij Pop Acev                   | Pilar Geijo                 |
| 2016 | Tomi Stefanovski                   | Olga Kozydub                |
| 2017 | Evgenij Pop Acev Guillermo Bertola | Barbara Pozzobon            |
| 2018 | Edoardo Stochino                   | Barbara Pozzobon            |
| 2019 |                                    |                             |